# Li Guang
Li Guang (cinese tradizionale: 李廣; cinese semplificato: 李广; pinyin: Lǐ Guǎng; Wade-Giles: Li Kuang; Tianshui, ... – 119 a.C.) è stato un militare e generale cinese della Dinastia Han.
Soprannominato dai nemici Il Generale Volante (in cinese 飛將軍李廣), combatté principalmente nelle campagne contro i nomadi Xiongnu nel nord della Cina degli Han. Egli era considerato dai barbari un durissimo nemico soprattutto per quanto riguardava la difese delle fortezze, tanto che a volte la sua sola presenza era abbastanza scoraggiante da far ritirare i nomadi dall'assedio. Li Guang si suicidò poco dopo la Battaglia di Mobei, nel 119 a.C.. Fu accusato di non essere arrivato in tempo sul campo di battaglia (dopo essersi perso nel deserto), creando una falla nell'accerchiamento e permettendo che il sovrano degli Xiongnu Yizhixie scappasse dopo un confronto tra Wei Qing e le forze barbare, che l'esercito Han riuscì a sconfiggere a stento. Rifiutandosi di accettare l'umiliazione che sarebbe venuta dalla corte marziale, Li Guang si tolse la vita.

## Biografia
Secondo l'opera storica nota come Shiji (史記), compilata da Sima Qian (司馬遷), Li Guang era un uomo di alta statura, con braccia lunghe e buone abilità nel tiro con l'arco, che fu capace in un'occasione di conficcare una freccia perfino nella roccia. All'epoca, insieme ai contemporanei Wei Qing e Huo Qubing, era un generale generoso e rispettato dai suoi soldati e sottoposti. Ottenne anche i favori dell'Imperatore Wen di Han, che disse di lui: "Se fosse nato ai tempi dell'Imperatore Gaozu, gli sarebbe stato donato un feudo di 10.000 unità famigliari senza alcuna difficoltà" (萬户侯).
Li Guang si distinse per la prima volta in battaglia durante la Rivolta dei Sette Regni, dove combatté sotto il comando del Gran Generale Zhou Yafu (周亞夫). Tuttavia, l'Imperatore Jing di Han si ritenne insoddisfatto che il militare avesse ricevuto un sigillo donatogli da Liu Wu, Principe di Liang, quindi Li non ricevette nessuna promozione o titolo nonostante i risultati ottenuti nella lotta contro i ribelli.
Gli ultimi anni della carriera militare di Li Guang, tuttavia, sono stati un susseguirsi di incidenti che gli studiosi posteriori hanno definito "cattiva fortuna". Il generale tendeva a perdere l'orientamento durante gli spostamenti dell'esercito, e nelle battaglie campali veniva spesso superato in numero e circondato dai nemici. Mentre la sua fama attraeva comunque l'attenzione degli avversari, la relativa mancanza di disciplina delle sue truppe e la sua assenza di pianificazione strategica lo mettevano spesso in situazioni scomode. Lo stesso Li Guang si trovò a scampare per un pelo la cattura, dopo che il suo esercito fu annientato durante una campagna offensiva a Yanmen (雁門), nel 129 a.C.. Fu in seguito spogliato dei titoli e retrocesso ad un grado inferiore, insieme al compagno generale sconfitto Gongsun Ao (公孫敖), dopo aver scontato la liberazione condizionale. Durante un'altra campagna nel 120 a.C., insieme al figlio Li Gan (李敢), Li Guan fu circondato nuovamente dai nemici che lo superavano in numero. Le sue truppe, composte da 4.000 soldati, ebbero gravi perdite prima che arrivassero i rinforzi, condotti da Zhang Qian (張騫). Le leggi militari degli Han prevedevano che i risultati di un comandante fossero misurati calcolando il numero di nemici uccisi meno il numero di perdite avute nel proprio esercito. Questa legge, insieme all'ingenuità politica del generale, non gli diede mai l'occasione di essere promosso al grado di marchese, che egli sognava da una vita. L'Imperatore Wu di Han ordinò perfino a Wei Qing, in segreto, di non assegnare a Li Guang missioni di particolare importanza (ad esempio in posizioni di avanguardia).